# Aug. A. Boudens
Augustinus Adrianus Boudens (Graauw, 11 oktober 1891 – Vlaardingen, 12 september 1979) was een Nederlandse onderwijzer en kinderboekenschrijver.
Hij heeft zich zijn hele leven lang actief ingezet voor de opvoeding van de katholieke jeugd: als onderwijzer, en als schrijver.

## Biografie
Boudens werd geboren in Graauw als zoon van Pieter Boudens Azn, commies bij 's Rijks Belastingen, en Philomena Borm. Hij trad op 9 augustus 1922 te Rotterdam in het huwelijk met Jacoba Rosalina Hendrika Maria (Co) van Heel.
Zijn jeugd bracht hij grotendeels door in Zeeuws-Vlaanderen, tot hij met zijn familie in 1904 verhuisde naar Rotterdam wegens overplaatsing van zijn vader naar die plaats.
In april 1910 behaalde hij in Rotterdam de akte L.O., in november 1911 gevolgd door de akte vrije en ordeoefeningen der gymnastiek, en in augustus 1913 de hoofdakte. Enkele jaren later, in augustus 1915 behaalde hij de akte Engels L.O., in augustus 1917 de akte Frans L.O., in augustus 1920 de akte Frans M.O.-A en in augustus 1925 de M.O.-akte Nederlandse Taal en Letterkunde. In mei 1922 volgde zijn benoeming tot onderwijzer aan de toen opgerichte R.K. Jongensschool St. Willibrordus, gevestigd aan de Boschlaan te Vlaardingen. Nog in hetzelfde jaar werd aan de school een MULO-afdeling toegevoegd. In juni 1927 werd hij tot hoofd van deze school voor lager en (m)ulo-onderwijs benoemd. Toen de school begin jaren vijftig werd gesplitst in een gewone lagere school en een school voor MULO, werd hij hoofd van deze laatste, de St. Jozefschool voor ulo. In 1956 ging hij met pensioen. Na zijn pensionering heeft hij nog een aantal jaren les gegeven. Van 1961 tot 1966 was hij leraar Nederlands aan het R.K. Gymnasium van het Klein Seminarie Leeuwenhorst te Noordwijkerhout. Op verzoek van het bisdom Rotterdam vervulde hij in die jaren deze functie, omdat de beoogde priester-leraar zijn studie nog niet voltooid had.
Naast zijn volledige dagtaak als onderwijzer schreef Boudens boeken voor de jeugd. Eerst en vooral schoolboeken voor leerlingen van het lager en  mulo-onderwijs. Het waren schoolboeken voor de vakken Nederlandse taal en literatuur, maar ook gewone leesboekjes, alle met een duidelijk katholieke signatuur. Titels als De liturgie der heilige Roomsche Kerk: leerboekje voor R.K. muloscholen uit 1927 en Voor God!: leesboekje voor de hoogste klassen der R.K. Lagere school uit 1938 laten dat zien. Ook schreef hij, samen met Th. Van Berkel, het geschiedenisboek De gang der mensheid, geschiedenis voor het katholiek M.U.L.O., uitgegeven van 1938 tot 1968. In latere jaren, van 1937 tot 1957, schreef hij een tiental jeugdboeken, met titels als Honderdduizend gulden: zesdaagse filmroman, El Sheitan de duivel, De moord in de sneeuw en Amerikanen, spoken, diamanten. De eerste titel was verschenen als zgn. kwartjesboek. Het kwartjesboek stamt uit de crisisjaren dertig. Ze kostten een kwartje, maar bevatten complete avonturen in boekvorm, in een eenvoudige uitvoering uitgegeven. Na de oorlog, van 1948 tot 1950, verzorgde hij een serie uitgaven van teksten van hoofdzakelijk 19e-eeuwse Nederlandse literatoren als Alberdingk Thijm, Potgieter, Hildebrand en Multatuli. Deze serie, Letterkunde genaamd, was eveneens voor het literatuuronderwijs aan de katholieke jeugd bedoeld. Daarnaast schreef hij enkele meer religieus getinte boeken en boekjes, die ook weer hoofdzakelijk voor de jeugd bestemd waren. Ten slotte schreef hij een kort toneelstuk Hanneke Lekkertand en enkele poppenspelen, zoals Jan Klaassen wordt koning.
Behalve in het schrijven van boeken vond Boudens tijd voor andere activiteiten. Hij was lid van de R.K. Onderwijzersvereniging, een belangenorganisatie, waarvoor hij soms lezingen verzorgde. Vanaf 1934 tot 1940 was hij bestuurslid en secretaris van de R.K. Vredesbond in Nederland. In deze kwaliteit bezocht hij vergaderingen in het land en gaf hij lezingen en causerieën. En van 1927 tot 1940 was hij elk jaar lid van de commissie belast met het afnemen van de examens ter verkrijging van de hoofdakte Lager Onderwijs in het district Rotterdam.
Zijn vrouw, Co Boudens-Van Heel, was actief in het katholieke gezinswerk. Op haar naam staan eveneens enige publicaties, bedoeld voor de jeugd. Samen stimuleerden zij het jeugdwerk op katholieke basis. Boudens had een club opgericht voor oud-leerlingen van de St. Willibrordusschool te Vlaardingen, De Boslaners genaamd. Deze club was actief op cultureel, godsdienstig en sportief gebied en - uniek in katholieke kring - toegankelijk voor jongens én meisjes. De club kan worden beschouwd als voorloper van de plaatselijke katholieke scoutingclubs.
Onderwijs en de opvoeding stonden centraal in het gezin van Boudens-Van Heel. Van de zeven dochters en zes zoons zijn er tien leraar of lerares geworden.
Augustinus Adrianus Boudens stierf op 87-jarige leeftijd in zijn woonplaats Vlaardingen.

### Schoolboeken
- Uit onze letterkunde: leer-leesboek voor roomsch-katholieke (M.)U.L.O.-scholen en andere inrichtingen tot voortgezet onderwijs. Groningen: Wolters (1926).
- De liturgie der heilige Roomsche Kerk: leerboekje voor R.K. muloscholen. 's-Hertogenbosch: Malmberg (1927).
- Onze auteurs: leesboek voor het R.K. Voortgezet onderwijs. Groningen: Wolters (1928).
- Het laatste jaar: taalboek voor het zevende leerjaar der R.K. lagere school. 's-Hertogenbosch: Malmberg (1928).
- Opwaarts: leesboek over literaire kunst voor Roomsch-Katholieke (M).U.L.O.-scholen en andere inrichtingen voor voortgezet onderwijs. Groningen: Wolters (1929).
- Ons Taalboek voor de R.K. Lagere School. In 6 delen. Co-auteur J.M. Weeterings. Geïll. door J. Rotgans. 's-Hertogenbosch: Malmberg (1930).
- Naar het eind: taalboek voor het zevende leerjaar der lagere school. 's-Hertogenbosch: Malmberg (1930).
- Inleiding tot Onze Moedertaal, taalboek voor de R.K. Muloschool. (1930).
- Ons huis. In 8 delen. 's-Hertogenbosch: Malmberg (1934).
- Met z'n elven: eenvoudige leesboeken voor de middelklassen der R.K. lagere school. In 5 delen. Co-auteur: Co Boudens-Van Heel. Geïll. door Tia Worm-Wiegman. 's-Hertogenbosch: Malmberg (1935).
- Voor God!: leesboekje voor de hoogste klassen der R.K. Lagere school. Ingel. door A. Diepenbrock ; uitg. onder goedkeuring van het Comité van katholieke Actie "Voor God". 's-Hertogenbosch: Malmberg (1938).
- De gang der mensheid: geschiedenis voor het katholiek M.U.L.O.. Co-auteur Joh. van Berkel. Den Haag: Van Goor (1938).
- Eenvoudige geschiedenis der Katholieke Kerk voor R.K. Muloscholen. 's-Hertogenbosch: Malmberg (1939).
- In de glans van het goud, 1898-1948: herdenkingsboekje voor de katholieke schooljeugd ter gelegenheid van het 50-jarig regeringsjubileum van H.M. Koningin Wilhelmina. Geïll. door Stan de Reuder. 's-Gravenhage: Van Goor (1948).

### Jeugdboeken
- Honderdduizend gulden: zesdaagse filmroman voor jongens. Geïll. door Gerrit de Morée - (Kwartjesboek; 74). Helmond: Ned. Jeugdbibliotheek (1937).
- Firma Ertebol en Frederikus. Geïll. door Jan Wiegman. 's-Hertogenbosch: Malmberg (1937).
- De gevleugelde redder. Geïll. door Rotchiv. 's-Hertogenbosch: Malmberg (1937).
- El Sheitan de duivel. Geïll. door Hugo Brouwer. Delft: Van Breemen (1939).
- El Sheitan. Geïll door Hugo Brouwer. Amsterdam: Pentura (1945).
- Nederland in nood: leesboek voor de jeugd. Geïll. door Reder. 's-Gravenhage: Van Goor (1946).
- Amerikanen! Spoken! Diamanten!: een filmverhaal voor de jeugd. Eindhoven: De Pelgrim (1946).
- Dromenland: een boek voor de jeugd. Geïll door onbekend. Eindhoven: De Pelgrim (1946).
- De moord in de sneeuw. Geïll. door H. Ramaekers. Maastricht: J. Schenk (1952).
- De wonderlijke uitvinding van meneer Abraham. Geïll. door H. Ramaekers. Maastricht: J. Schenk (1957).
- De drie pijlen: een historisch verhaal voor de jeugd. Co-auteur: Ludo Laagland. Geïll. door Roland Dörfler. Tielt ; Den Haag: Lannoo (1955).
- De tomahawk der Irokezen: het verhaal van een heldhaftig missieleven. Geïll. door Ben Horsthuis. Haarlem: De Spaarnestad (1956).